# Ctimene tenebricosa
Ctimene tenebricosa är en fjärilsart som beskrevs av Louis Beethoven Prout 1924. Ctimene tenebricosa ingår i släktet Ctimene och familjen mätare. Inga underarter finns listade i Catalogue of Life.